# Philip Gröning
Philip Gröning (ur. 7 kwietnia 1959 w Düsseldorfie) – niemiecki reżyser filmowy, twórca i producent filmów dokumentalnych i fabularnych.

## Życiorys
Philip Gröning urodził się w Düsseldorfie w Nadrenii-Północnej Westfalii. Po ukończeniu w 1978 technikum w zakresie filmu i produkcji telewizyjnej, podjął studia i w latach 1979–81 studiował medycynę i psychologię. Gröning zafascynował się scenopisarstwem i zaczął pracować jako aktor dla Petera Kegelevica i Nicolasa Humberta. Pracował również jako asystent dźwięku, rekwizytor, asystent reżysera.
W 1982 rozwinął swoje filmowe zainteresowania i podjął się studiów w Szkole Filmowej w Monachium (HFF). Rok później napisał scenariusz do pierwszego filmu krótkometrażowego Der Trockenschwimmer. Za debiut fabularny Lato (1988) otrzymał w Amsterdamie Nagrodę Kodaka. Groteskowy film Terrorysta (1992) spotkał się z dezaprobatą ówczesnego kanclerza Niemiec Helmuta Kohla, który bezskutecznie zabronił jego emisji. Za film ten Philip Gröning otrzymał Brązowego Lamparta na MFF w Locarno.
W 2000 wyreżyserował film L'amour, l'argent, l'amour, za który otrzymał Heską Nagrodę Filmową dla najlepszego reżysera. W 2005 na podstawie zgromadzonych zdjęć i sekwencji filmowych wykonanych w La Grande Chartreuse nakręcił Wielką ciszę, wielokrotnie nagradzany film dokumentalny poświęcony życiu monastycznemu kartuzów.
Jego kontrowersyjna fabuła Żona policjanta (2013) zdobyła Nagrodę Specjalną Jury na 70. MFF w Wenecji. Kolejny film Mój brat ma na imię Robert i jest idiotą (2018) zaprezentowano w konkursie głównym na 68. MFF w Berlinie.
Obecnie Gröning mieszka i pracuje w Düsseldorfie i w Berlinie. Od 1986 jest posiadaczem własnej firmy producenckiej. Zasiadał w jury konkursu głównego na 71. MFF w Wenecji (2014).

## Filmografia

### Aktor
- 1985 : Nebel jagen
- 1999 : Virtual Vampire

### Reżyser
- 1988 : Lato (Sommer)
- 1992 : Terrorysta (Die Terroristen!)
- 1998 : Filozofia (Philosophie)
- 2000 : L'amour, l'argent, l'amour
- 2005 : Wielka cisza (Die große Stille)
- 2013 : Żona policjanta (Die Frau des Polizisten)
- 2018 : Mój brat ma na imię Robert i jest idiotą (Mein Bruder heißt Robert und ist ein Idiot)